# Imaginadores
Imaginadores es una película argentina documental de 2008 dirigida por Daniela Fiore. La cinta analiza la evolución de la historieta argentina, utilizando como recurso principal entrevistas a figuras del medio. La estética del film busca simular el lenguaje propio del cómic, y convierte en dibujos animados a historietas y personajes clásicos como El Loco Chávez, Cazador, Boogie, el aceitoso, Sónoman y El Negro Blanco, entre otros.

## Entrevistados
- Javier Doeyo
- Carlos Trillo
- Ernesto García Seijas
- Eduardo Maicas
- Francisco Solano López
- Enrique Breccia
- Roberto Fontanarrosa
- Juan Sasturain
- Oswal
- Elsa Sánchez de Oesterheld
- Oscar Steimberg
- Horacio Altuna
- Jorge Lucas
- Carlos Meglia
- Enrique Alcatena
- Irma Dariozzi de Breccia
- Caloi
- Ricardo Villagrán
- Enrique Villagrán
- Andrés Accorsi
- Andrés Cascioli
- Fernando Ariel García
- Salvador Sanz
- Sebastián Cantero
- Julio Nicolás Azamor
- Javier Rovella